# Ivan Quaresma da Silva
Ivan Quaresma da Silva (* 2. Juli 1997 in Rio das Pedras, SP) ist ein brasilianischer Fußballtorwart.

## Karriere

### Verein
Ivan begann seine Karriere bei der AA Ponte Preta. Im November 2014 stand er erstmals im Profikader des Zweitligisten, mit dem er am Ende der Saison 2014 in die Série A aufstieg. Nach dem Aufstieg debütierte der Tormann im Dezember 2016 gegen den Coritiba FC in der höchsten brasilianischen Spielklasse. Dies blieb in der Saison 2016 sein einziger Einsatz. In der Saison 2017 blieb er ohne Einsatz, Ponte Preta stieg zu Saisonende nach drei Jahren wieder in die Série B ab.
Nach dem Abstieg wurde Ivan zum Stammtormann des Zweitligisten und kam in den folgenden vier Spielzeiten zu 110 Zweitligaeinsätzen für Ponte Preta. Zur Saison 2022 wechselte er zum Erstligisten Corinthians São Paulo. Dort konnte er sich aber gegen Cássio Ramos nicht durchsetzen und kam in der Liga nie zum Einsatz, wettbewerbsübergreifend absolvierte er drei Pflichtspiele.
Im Juli 2022 wechselte Ivan leihweise nach Russland zu Zenit St. Petersburg. Für Zenit kam er aber ausschließlich im Cup zum Einsatz, in der Premjer-Liga wurde er nie eingesetzt. Im Januar 2023 wurde die Leihe vorzeitig beendet.

### Nationalmannschaft
Ivan spielte zwischen Juni 2019 und Februar 2020 elfmal für die brasilianische U-23-Auswahl. Im September 2019 stand er auch erstmals im Kader der A-Nationalmannschaft, zum Einsatz kam er dabei aber nicht.